# Lijst van afleveringen van The Thin Blue Line
Dit is een lijst met afleveringen van de Britse komedie The Thin Blue Line. De serie telt 2 seizoenen. Een overzicht van alle afleveringen is hieronder te vinden.

## Seizoen 1
| Aflevering                   | Uitzenddatum     |
| ---------------------------- | ---------------- |
| The Queen's Birthday Present | 13 november 1995 |
| Fire & Terror                | 20 november 1995 |
| Honey Trap                   | 27 november 1995 |
| Rag Week                     | 4 december 1995  |
| Night Shift                  | 11 december 1995 |
| Kids Today                   | 18 december 1995 |
| Yuletide Spirit              | 26 december 1995 |

## Seizoen 2
| Aflevering             | Uitzenddatum     |
| ---------------------- | ---------------- |
| Court in the Act       | 14 november 1996 |
| Ism Ism Ism            | 21 november 1996 |
| Fly on the Wall        | 28 november 1996 |
| Alternative Culture    | 5 december 1996  |
| Come on You Blues      | 12 december 1996 |
| Road Rage              | 19 december 1996 |
| The Green Eyed Monster | 23 december 1996 |